# Freziera subintegrifolia
Freziera inaequilatera  es una especie de planta con flor en la familia Theaceae. 
Es endémica de Bolivia. La colecta del basónimo se hace en Las Yungas, Departamento de La Paz

## Fuente
- World Conservation Monitoring Centre 1998.  Freziera angulosa.   2006 IUCN Lista Roja de Especies Amenazadas; bajado 21 de agosto de 2007